# Nuria Chinchilla
Nuria Chinchilla (castellà: María Nuria Chinchilla Albiol)  (Barcelona, 1960) és investigadora del lideratge de les dones i professora de IESE.
Llicenciada en dret per la Universitat de Barcelona (1981), MBA per l'IESE (1984) i direcció a la Universitat Stanford (1986) i a la Harvard Business School (1995). L'any 1993 es va doctorar en direcció a l'IESE Business School, on des del 1999 és professora a l'IESE. És membre d'associacions professionals i acadèmiques, com ara EPWN (European Professional Women Network) i IWF (Internacional Women's Forum).
És autora i coautora de diversos llibres i articles científics. El 2001 va rebre el premi "Manager of the Year" atorgat per la Federació Espanyola de Dones Directives (FEDEPE). Pertany al grup de "Top Ten Management", on hi ha alguns dels principals directius espanyols.

## Publicacions
- Baròmetre de conciliació, (IESE, Barcelona, 2010)[7]
- Owners of our Destiny: How to Balance Professional, Family and Personal Life, (Ariel 2007)
- Ser una empresa familiar: luxe o necessitat? , (Pearson Prentice Hall 2006)
- Ambició femenina: com conciliar treball i família, (Palgrave 2005)
- Criteris de decisió en els processos de selecció a Espanya. Les dones estan discriminades? (Fundació ADECCO 2003),
- Dues professions i una família, (Generalitat de Catalunya, Departament de Benestar i Família 2003)
- Paradigmes de lideratge (2002),
- Empresa en femení (1999),
- La dona i el seu èxit (1995).